# Gluschkowo (Kaliningrad)
Gluschkowo (russisch Глушково, deutsch Plibischken, litauisch Plybiškė) ist ein Ort in der russischen Oblast Kaliningrad. Er gehört zur kommunalen Selbstverwaltungseinheit Stadtkreis Tschernjachowsk im Rajon Tschernjachowsk.

## Geographische Lage
Gluschkowo liegt am Nordufer des Pregel (russisch: Pregolja), 14 Kilometer nordöstlich der ehemaligen Kreisstadt Snamensk (Wehlau) bzw. 27 Kilometer westlich der jetzigen Rajonshauptstadt Tschernjachowsk (Insterburg). Durch den Ort führt die Kommunalstraße 27K-163, die bei Kudrjawzewo (Kuglacken) von der Föderalstraße A216 (frühere deutsche Reichsstraße 138, heute auch Europastraße 77) abzweigt und an Poddubnoje (Schönwiese) vorbei nach Sirenewka (Siemohnen) führt. Die nächste Bahnstation ist Puschkarjowo (Puschdorf) an der Bahnstrecke Kaliningrad–Tschernyschewskoje, einem Teilstück der einstigen Preußischen Ostbahn, zur Weiterfahrt nach Litauen und in das russische Kernland.

## Geschichte
Im Jahre 1384 gab der Ordensmarschall die Erkundung eines Heerweges von Insterburg (heute russisch: Tschernjachowsk) nach Alt Kowno in Auftrag. Unter den ortskundigen Führern war ein Criol oder Briol von Pliwiskin. Bei dieser Gelegenheit findet sich die erste urkundliche Erwähnung des bis 1946 Plibischken genannten Kirch- und Gutsdorfes.
Plibischken wurde am 13. Juni 1874 Amtsdorf und damit namensgebend für einen neu errichteten Amtsbezirk im Kreis Wehlau und im Regierungsbezirk Königsberg der preußischen Provinz Ostpreußen. Die Zahl der Einwohner Plibischkens einschließlich des Ortsteils Ramten betrug im Jahre 1910 insgesamt 255.
Am 30. September 1928 vergrößerte sich die Landgemeinde Plibischken um den Nachbargutsbezirk Wangeninken (1938–1945: Wangeningen, heute nicht mehr existent), der eingemeindet wurde. Die Zahl der Einwohner betrug 1933 245 und 1939 noch 227.
In Folge des Zweiten Weltkrieges kam Plibischen 1945 mit dem nördlichen Ostpreußen zur Sowjetunion. 1947 erhielt der Ort die russische Bezeichnung „Gluschkowo“ und wurde gleichzeitig dem Dorfsowjet Kamenski selski sowjet im Rajon Tschernjachowsk zugeordnet. Von 2008 bis 2015 gehörte Gluschkowo zur Landgemeinde Kamenskoje selskoje posselenije und seither zum Stadtkreis Tschernjachowsk.

### Amtsbezirk Plibischken (1874–1945)
Zum neu gebildeten Amtsbezirk Plibischken gehörten 1874 fünf Landgemeinden (LG) und ein Gutsbezirk (GB). Im Jahre 1882 kamen drei weitere Landgemeinden hinzu, die aus dem Amtsbezirk Weidlacken (heute russisch: Jelniki) umgegliedert wurden.
| Name                                     | Russischer Name    | Bemerkungen                              |
| ---------------------------------------- | ------------------ | ---------------------------------------- |
| Kallehnen (LG)                           | Rjabinowoje        |                                          |
| Pelkeninken (LG)                         | Kabanowo           |                                          |
| Plibischken (LG)                         | Gluschkowo         |                                          |
| Tölteninken (LG)                         | Rostowskoje        |                                          |
| Wangeninken (GB), 1938–1946: Wangeningen |                    | 1928 in die LG Plibischken eingegliedert |
| Warnien (LG)                             | Sobolewo           |                                          |
| ab 1882:                                 |                    |                                          |
| Groß Ponnau (LG)                         | Krasnooktjabrskoje |                                          |
| Kekorischken (LG), 1938–1946: Auerbach   | Okunjowo           |                                          |
| Klein Ponnau                             |                    |                                          |

Am 1. Januar 1945 bildeten noch acht Gemeinden den Amtsbezirk Plibischken: Auerbach, Groß Ponnau, Kallehnen, Klein Ponnau, Pelkeninken, Plibischken, Tölteninken und Warnien.

## Kirche

### Kirchengebäude
Die 1773 viereckig aus Feldsteinen und Ziegeln erbaute Kirche folgte einem Vorgängerbau, der bereits 1451 urkundlich erwähnt wurde. Das Gebäude erhielt einen massiven, oben mit Laterne abschließenden Turm. Durch den Zweiten Weltkrieg kam das Bauwerk unbeschadet, danach jedoch diente es als Lagerhalle. 1960 mussten mangels Gebäudeerhaltungsmaßnahmen der Turm abgerissen werden. Die Kirche wurde zweckentfremdend innen zu einem Gemeinschaftshaus („Kulturhaus“) mit Bühne und Billardraum umgebaut und konnte auf diese Weise überleben.

### Kirchengemeinde
Plibischken war bereits in vorreformatorischer Zeit ein Kirchdorf. Die Reformation hielt hier relativ früh Einzug, und als im 16. Jahrhundert sehr viele Litauer hierher kamen, musste neben der Landessprache immer auch Litauisch gepredigt werden. Vor 1945 gehörte das Kirchspiel Plibischken, zu dem 1925 mehr als 2.000 Gemeindeglieder gehörten, die in 19 verschiedenen Kirchspielorten wohnten, zum Kirchenkreis Wehlau (heute russisch: Snamensk) in der Kirchenprovinz Ostpreußen der Kirche der Altpreußischen Union. Heute liegt Gluschkowo im Einzugsbereich der in den 1990er Jahren neu entstandenen evangelisch-lutherischen Gemeinde in Talpaki (Taplacken), einer Filialgemeinde der Auferstehungskirche in Kaliningrad (Königsberg) in der Propstei Kaliningrad der Evangelisch-lutherischen Kirche Europäisches Russland.

## Söhne und Töchter des Ortes
- Emil Arnoldt (1828–1905), Philosoph und Privatgelehrter in Königsberg